# Le marginal
Le Marginal (O Marginal, no Brasil) é um filme francês de 1983 dirigido por Jacques Deray.
A música para o filme foi composta por Ennio Morricone. 

## Elenco principal
- Jean-Paul Belmondo
- Jean Herman
- Henry Silva
- Carlos Sotto Mayor
- Pierre Vernier
- Maurice Barrier
- Claude Brosset
- Tchéky Karyo